# Agritubel 2009
Questa voce raccoglie le informazioni riguardanti l'Agritubel nelle competizioni ufficiali della stagione 2009.

## Stagione
La squadra ciclistica francese partecipò alle gare dei circuiti continentali UCI e ad alcuni degli eventi del calendario mondiale UCI grazie alle wild-card.

## Organico

### Staff tecnico
TM=Team Manager; DS=Direttore Sportivo.
|  | Naz.               | Ruolo | Sportivo             |  |  |  |
|  | ------------------ | ----- | -------------------- |  |  |  |
|  | Francia (bandiera) | GM    | David Fornes         |  |  |  |
|  | Francia (bandiera) | DS    | Denis Leproux        |  |  |  |
|  | Francia (bandiera) | DS    | Emmanuel Hubert      |  |  |  |
|  | Francia (bandiera) | DS    | Frédéric Mainguenaud |  |  |  |

### Rosa
|  | Naz.               |  | Sportivo              | Anno |  |  |
|  | ------------------ |  | --------------------- | ---- |  |  |
|  | Francia (bandiera) |  | Émilien Benoît Bergès | 1983 |  |  |
|  | Francia (bandiera) |  | Freddy Bichot         | 1979 |  |  |
|  | Francia (bandiera) |  | Maxime Bouet          | 1986 |  |  |
|  | Belgio (bandiera)  |  | Steven Caethoven      | 1981 |  |  |
|  | Francia (bandiera) |  | Sylvain Calzati       | 1979 |  |  |
|  | Francia (bandiera) |  | Rémi Cusin            | 1986 |  |  |
|  | Francia (bandiera) |  | Brice Feillu          | 1985 |  |  |
|  | Francia (bandiera) |  | Romain Feillu         | 1984 |  |  |
|  | Spagna (bandiera)  |  | Eduardo Gonzalo       | 1983 |  |  |
|  | Francia (bandiera) |  | Yann Huguet           | 1984 |  |  |
|  | Belgio (bandiera)  |  | Kevyn Ista            | 1984 |  |  |
|  | Francia (bandiera) |  | Nicolas Jalabert      | 1973 |  |  |
|  | Francia (bandiera) |  | Christophe Laurent    | 1977 |  |  |
|  | Francia (bandiera) |  | Yoann Le Boulanger    | 1975 |  |  |
|  | Francia (bandiera) |  | David Le Lay          | 1979 |  |  |
|  | Francia (bandiera) |  | Geoffroy Lequatre     | 1981 |  |  |
|  | Francia (bandiera) |  | Christophe Moreau     | 1971 |  |  |
|  | Francia (bandiera) |  | Anthony Ravard        | 1983 |  |  |
|  | Francia (bandiera) |  | Nicolas Vogondy       | 1977 |  |  |

## Palmarès

### Corse a tappe
- Paris-Corrèze

1ª tappa (Freddy Bichot)
- Tour de Wallonie

1ª tappa (Freddy Bichot)
- Tour de Romandie

2ª tappa (Steven Caethoven)
5ª tappa (Freddy Bichot)
- Trois jours de Vaucluse

1ª tappa (Maxime Bouet)
Classifica generale (David Le Lay)
- Volta ao Alentejo

1ª tappa (Maxime Bouet)
Classifica generale (Maxime Bouet)
- Tour de France

7ª tappa (Brice Feillu)
- Tour de Picardie

2ª tappa (Romain Feillu)
- Tour du Limousin

2ª tappa (Romain Feillu)
- Rhône-Alpes Isère Tour

1ª tappa (Nicolas Vogondy)
2ª tappa (Yann Huguet)
3ª tappa (Christophe Laurent)
Classifica generale (Yann Huguet)
- Tour Méditerranéen

3ª tappa (Kevyn Ista)
- Circuit de la Sarthe

2ª tappa (Kevin Ista)
Classifica generale (Kevin Ista)
- Tour du Poitou-Charentes

1ª tappa (Anthony Ravard)

### Corse in linea
- Boucles du Sud Ardèche (Freddy Bichot)
- Boucles de l'Aulne (Maxime Bouet)
- Stadsrijs Geraardsbergen (Steven Caethoven)
- Grand Prix de Fourmies (Romain Feillu)
- Tour du Doubs (Yann Huguet)

### Campionati nazionali
- Campionato irlandese

In linea (Nicolas Roche)

## Classifiche UCI

### UCI Europe Tour
Individuale
Piazzamenti dei corridori dell'Agritubel nella classifica dell'UCI Europe Tour 2009.
| Pos. | Ciclista                | Punti |
| ---- | ----------------------- | ----- |
| 4    | Romain Feillu           | 488   |
| 6    | David Le Lay            | 446   |
| 23   | Maxime Bouet            | 299   |
| 49   | Freddy Bichot           | 193   |
| 53   | Kevyn Ista              | 188   |
| 60   | Nicolas Jalabert        | 171   |
| 77   | Yann Huguet             | 152   |
| 79   | Anthony Ravard          | 151   |
| 131  | Rémi Cusin              | 113   |
| 151  | Steven Caethoven        | 102   |
| 170  | Nicolas Vogondy         | 90    |
| 211  | Geoffroy Lequatre       | 76    |
| 214  | Sylvain Calzati         | 75    |
| 252  | Christophe Moreau       | 64    |
| 453  | Christophe Laurent      | 36    |
| 572  | Eduardo Gonzalo Ramirez | 24    |
| 966  | Brice Feillu            | 7     |

Squadra
L'Agritubel chiuse in prima posizione con 2088 punti.

### Calendario mondiale UCI
Individuale
Piazzamenti dei corridori dell'Agritubel nella classifica individuale del Calendario mondiale UCI 2009.
| Pos. | Ciclista          | Punti |
| ---- | ----------------- | ----- |
| 117  | Brice Feillu      | 26    |
| 199  | Romain Feillu     | 6     |
| 226  | Christophe Moreau | 2     |

Squadra
L'Agritubel chiuse in venticinquesima posizione con 34 punti.